# Li Qian (boxe anglaise)
Pour les articles homonymes, voir Li Qian.
Dans ce nom chinois, le nom de famille, Li, précède le nom personnel.
Li Qian (chinois : 李倩 ; pinyin : Lǐ Qiàn) est une boxeuse chinoise née le 6 juin 1990.

## Carrière
Li est native de la province du Henan mais ses parents déménagent en 2001 à Ordos en Mongolie-Intérieure. Elle pratique d'abord le basket-ball à l'Université professionnelle d'éducation physique mais elle est repérée par l'entraineur chinois Ha Dabater. Elle est intégrée en 2007 dans l'équipe de boxe.
En septembre 2014, Li s'incline en finale des jeux asiatiques de 2014 dans la catégorie des 75 kg face à la Nord-Coréenne Jang Un-hui mais cette médaille d'argent lui permet d'être qualifiée pour les mondiaux amateurs d'Edmonton au mois de novembre ; une nouvelle fois, elle décroche une médaille d'argent perdant face à l'Américaine Claressa Shields.
Qualifiée pour les jeux olympiques de Rio de Janeiro, elle se défait en quarts de la Brésilienne Andreia Bandeira mais perd sa demi-finale face à la Néerlandaise Nouchka Fontijn. Elle est donc médaillée de bronze.

## Palmarès

### Jeux olympiques
- Médaille d'argent en -75 kg en 2021 à Tokyo, Japon
- Médaille de bronze en -75 kg en 2016 à Rio de Janeiro, Brésil

### Championnats du monde de boxe amateur
- Médaille d'or en -75 kg en 2018
- Médaille d'argent en -75 kg en 2014
- Médaille de bronze en -75 kg en 2023

### Jeux asiatiques
- Médaille d'argent en -75 kg, en 2014

### Championnats d'Asie de boxe amateur
- Médaille d'or en -75 kg en 2017
- Médaille d'or en -75 kg en 2019
- Médaille d'argent en -75 kg en 2015